# Theodoric I de Lorena
Theodoric I (Thierry, Dietrich) (n. cca. 965, d. între 11 aprilie 1026 și 12 ianuarie 1027) a fost conte de Bar și duce de Lorena Superioară de la 978 până la moarte.
Theodoric era fiul și succesorul ducelui Frederick I de Lorena Superioară cu Beatrice, fiica lui Hugo cel Mare, conte de Paris, și sora regelui Hugo Capet al Franței.
Mama sa a fost regentă până în 987. În 985, el s-a alăturat altor seniori din Lorena, inclusiv vărului său, contele Godefroi I cel Prizonier de Verdun, în încercarea de a se împotrivi invaziei regelui Lothar al Franței, însă a fost capturat la Verdun.
Ca mai toți ducii de Lorena de până la galicizarea regiunii în secolul al XIII-lea, Theodoric a fost loial față de împărații romano-germani. În 1011, el s-a raliat împăratului Henric al II-lea în războiul acestuia din Luxemburg. Theodoric a fost capturat pentru a doua oară în 1018 în lupta cu Ducatul Burgundia, însă l-a învins pe contele Odo al II-lea de Blois (de asemenea, conte conte de Meaux, Chartres și Troyes (viitoarea provincie Champagne). În 1019, el l-a asociat pe fiul său, Frederic la conducerea Lorenei. El s-a opus pentru scurtă vreme împăratului Conrad al II-lea, succesorul lui Henric, însă curând s-a alăturat susținătorilor acestuia.

## Familia
Theodoric a fost căsătorit cu Richilda, fiică a contelui Folmar al III-lea de Bliesgau și Metz, în 985. Cei doi au avut următorii copii:
- Frederic, succesorul său în Lorena Superioară
- Adela (n. cca. 990), căsătorită cu contele Waleram I de Arlon
- Adalberon

Este posibil ca tot Theodoric să fi fost tatăl Giselei, căsătorită cu Gerard de Bouzonville, cu care a avut un fiu, Gerard, devenit ulterior (1048) duce de Lorena.